# Bang Rajan – Kampf der Verlorenen
Bang Rajan – Kampf der Verlorenen (Thai: บางระจัน, Bangrachan) ist ein thailändischer Historienfilm vor dem geschichtlichen Hintergrund einer birmanischen Invasion im siamesischen Reich Ayutthaya des 18. Jahrhunderts. Der Film handelt von dem heldenhaften Kampf einer Dorfbevölkerung gegen die zahlenmäßig überlegenen Invasoren, die zwar letztlich im Kampf den Tod finden, jedoch durch ihren Mut und ihre Tapferkeit in die Geschichte eingehen. Regisseur Thanit Jitnukun verbindet in seinem Epos heroische Einzel- und Gruppenschicksale mit brutalen Kampfszenen.

## Handlung
Im Jahr 1763 besteigt der neue birmanische König Hsinbyushin (auch Mongra genannt) den Thron. Eine seiner ersten Amtshandlungen ist es, seine Vasallenstaaten zu unterjochen, kleinere Stadtstaaten, die an sein Herrschaftsgebiet angrenzen. Als diese ihm jedoch den Tribut verweigern, zudem vom benachbarten siamesischen Königreich Ayutthaya in ihrem Widerstand unterstützt werden, beschließt der Despot eine Invasion in das Nachbarland. Im Jahre 1765 entsendet er zwei gewaltige Heerscharen zu je hunderttausend Soldaten ins benachbarte Reich, um deren Hauptstadt Ayutthaya mit dem regierenden König Ekathat zu unterwerfen. Sein Plan sieht vor die Stadt von zwei Seiten anzugreifen, eine Armee soll von Norden, die zweite soll von Süden attackieren. Allerdings werden die Streitkräfte der Nordarmee unter Nemeao Seehabodee unerwartet aufgehalten, insbesondere im Gebiet um das Dorf Bang Rajan, wo deren einfache Bewohner erbitterten und effektiven Widerstand leisten, obwohl sie zahlenmäßig und materiell unterlegen sind.
Nai Than, der alternde Anführer einer Schar jener unbeugsamer Dorfbewohner bekämpft mit seinen Bauernkriegern die Übermacht der birmanischen Invasoren, die mordend und plündernd durch das Grenzgebiet ziehen. Es gelingt den tapferen Einheimischen die Eindringlinge in kleinere Scharmützel zu verwickeln, die sie zunächst siegreich bestreiten. Bei einer dieser kriegerischen Auseinandersetzungen wird schließlich Nai Than verwundet, er sieht sich fortan nicht mehr in der Lage die Rebellion zu organisieren und gibt daher die Führerschaft an einen legendären Kriegsveteranen der Region ab. Dieser verlor zuvor seine Liebste während eines Angriffs der Birmanen. Der kluge Auserwählte, der eine größere Gruppe Kämpfer um sich schart, nimmt nur zögernd die neue Position an, entwickelt aber in der Folgezeit mit seinem militärischen Geschick die Grundlage für die erfolgreiche Verteidigung. Verstärkt mit Flüchtlingen aus der ganzen Region und dem spirituellen Beistand des Mönchs Dhammachote erbauen die Einheimischen völlig auf sich selbst gestellt, Ayutthaya verweigert jegliche militärische Hilfe, mit bescheidenen Mitteln eine Verteidigungsstellung, um einer Belagerung zu widerstehen.
Es gelingt den Dorfbewohnern mit hohem Blutzoll Widerstand zu leisten, bis die gegnerischen Truppen nach fünf Monaten und acht Schlachten (1765–66) den Widerstand der zusammengewürfelten Bauerntruppe endgültig brechen und alle Einwohner töten. Nach dem Fall des kleinen Dorfes inmitten eines schwer zugänglichen Dschungels, belagerten die Birmanen die Hauptstadt Siams, welche nach einjähriger Belagerung eingenommen und fast vollständig zerstört werden konnte. Der Fall des Königreichs Ayutthaya bedeutete den Beginn jahrelanger Unterdrückung für die Siamesen.

## Auszeichnungen
Asia-Pacific Film Festival
- 2001: Preisträger in der Kategorie Bestes Szenenbild für Buinthin Thuaykaew

Fantasia Festival
- 2003: 2. Platz in der Kategorie Bester asiatischer Film für Regisseur Thanit Jitnukun

Thailand National Film Association Awards
- 2001: Preisträger des National Film Association Award in der Kategorie Bester Film

## Kritiken
„Eine effektvoll inszenierte und gefilmte Lektion in thailändischer Geschichte, die historische Fakten mit genreimmanenten Personalisierungen zum Kinoerlebnis verbindet. Der in den Schlachtszenen recht gewalttätige Film bemüht sich um Authentizität; er wurde in der internationalen Presse mit Mel Gibsons Braveheart verglichen.“

## Fortsetzung
2010 wurde die Fortsetzung Bang Rajan 2 veröffentlicht. Regie führte wieder Thanit Jitnukun. Der Mönch hat überlebt und kämpft in der Fortsetzung nicht nur gegen die Burmesen, sondern auch gegen seine eigenen Landsleute.